# Пенья Батлье, Мануэль Артуро
Мануэ́ль Арту́ро Пе́нья Ба́тлье (исп. Manuel Arturo Peña Batlle; 26 февраля 1902, Сан-Карлос, Санто-Доминго, Доминиканская Республика — 15 апреля 1954, там же) — доминиканский юрист, дипломат и государственный деятель, министр иностранных дел Доминиканской Республики (1943—1946).

## Биография
Родился в семье юриста и помещика канарского происхождения, переехавшего с Кубы из-за сложной внутриполитической ситуации. Большую часть своей жизни в своем родном Сан-Карлосе, ставшим впоследствии кварталом Санто-Доминго.
В 1923 г. окончил юридический факультет Университета Санто-Доминго с присвоением докторской степени.
Еще в молодости стал противником американской оккупации страны, вошел в круг националистически настроенных интеллектуалов, которые требовали возвращения на родину военного губернатора и морских пехотинцев США. В 1924 г. был одним из подписантов Декларации принципов Националистической партии. Идеологически он встал на путь осмысления доминиканской идентичности как нации латиноамериканцев и католиков, отвергнувшую любое влияние иностранной культуры.
В январе 1929 г. после подписания Договора Васкеса-Борно, стал руководителем доминиканской рабочей группы по демаркации границы с Гаити, публично подав в отставку после прихода к власти в 1930 г. генерала Рафаэля Трухильо.
Сначала он дистанцировался от режима Трухильо, однако в 1942 г. произнес речь, превозносящую Договор Трухильо-Халла, подписание которого означало финансовую независимость Доминиканской Республики от Соединенных Штатов. Вскоре он стал значимой фигурой в правительстве Трухильо и заложил идеологические основы для режима. Его националистическая идеология была решающей в поддержании твердой позиции по отношению к Гаити.
С 1942 по 1943 г. он был заместителем губернатора провинции Сан-Педро-де-Макорис и возглавлял Палату депутатов Доминиканской Республики.
В 1943—1946 гг. занимал пост министра иностранных дел. На этом посту добился кардинального изменения внешней политики, перейдя от изоляционизма к активному взаимодействию страны с другими странами, к повышению роли Доминиканской Республики на международной арене. Затем с целью нормализации отношений двух стран лидеры Доминиканской Республики и Гаити решили повысить статус отношений, назначив глав внешнеполитических ведомств послами.
В 1950 г. он был назначен министром внутренних дел и полиции, затем стал министром общественных работ и развития. В 1952 г. был обвинен в соучастии в заговоре против Трухильо и подвергнут унизительным допросам.
После его смерти в 1954 г. были организованны похороны на правительственном уровне, а одну из улиц Санто-Доминго было решено назвать в его честь.
Являлся действительным членом Академии исторических наук Доминиканской Республики. Был одним из создателей коллекции Трухильо.

## Избранные труды
- «За Пьедас-Илюстрес» (1925)
- «История доминиканского государственного долга» (1926)
- «Историко-социологический фон аннексии Испанией» (1929)
- «Открытие Америки и ее взаимосвязь с международной политикой эпохи» (1931)
- «Опустошения 1605 и 1606 годов» (1938)
- «Трансформация политической мысли» (1942)
- «Вклад в кампанию» (1942)
- «Смысл политики» (1943)
- «Политическая конституция и конституционные реформы» (1944)
- «Коллекция Трухильо» (1944)
- «История доминикано-гаитянского пограничного вопроса» (1946)
- «Новая Родина» (1948)
- «Восстание Баоруко» (1948)
- «История острова Тортю» (1951)
- «Базельский договор и денационализация Санто-Доминго» (1952)
- «Политика Трухильо» (1952)
- «Происхождение гаитянского государства» (посмертное издание, 1954)